# El Cajón (zapora wodna)

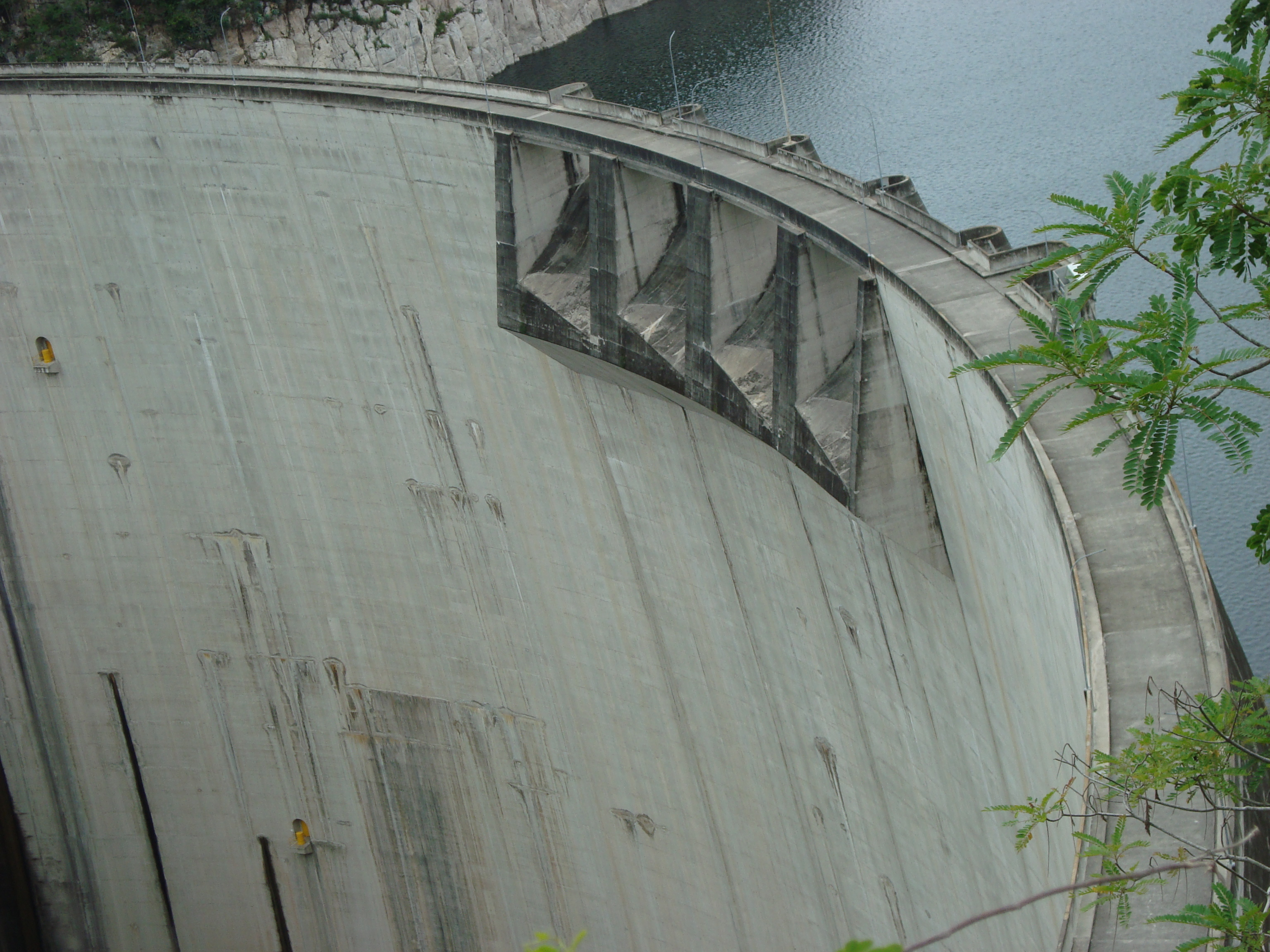
Zapora wodna El Cajón

El Cajón – zapora wodna w zachodnim Hondurasie, w Ameryce Środkowej. Działa przy niej elektrownia wodna (hiszp. Central Hidroeléctrica Francisco Morazán).

## Położenie
Zapora El Cajón znajduje się 180 km od stolicy kraju, Tegucigalpy i 80 km od San Pedro Sula, głównego przemysłowego miasta Hondurasu. Została wzniesiona w głębokim, skalistym kanionie na rzece Comayagua, ok. 2 km poniżej połączenia tworzących ją rzek Humuya i Sulaco. Leży w departamencie Cortés. Wody, spiętrzone zaporą, tworzą zbiornik zaporowy El Cajón. Zapora powstała w celu stabilizacji stanów wód w dorzeczach w/wym. rzek, irygacji terenów w dolinie Sula (hiszp.  el Valle de Sula) oraz produkcji prądu elektrycznego w powiązanej z nią elektrownią.

## Historia
Już w 1960 r. amerykańska firma Harza Engineering z Chicago rozpoczęła badania terenu. Samą budowę rozpoczęto 15 czerwca 1980 r. W międzynarodowym zespole projektantów, konstruktorów i inżynierów byli Włosi, Niemcy i Szwajcarzy. Projekt techniczny został opracowany przez firmę Motor Columbus (obecnie Colenco) ze Szwajcarii. Włoskie firmy były odpowiedzialne za budowę podziemnej maszynowni, podczas gdy włoskie i niemieckie firmy były odpowiedzialne za budowę tamy i prace pomocnicze. Po ukończeniu zapora stała się największym elementem infrastruktury energetycznej Hondurasu. Dzięki zastosowaniu podwójnie zakrzywionego łuku tama ta jest stosunkowo cienka w porównaniu do np. zapory Hoovera (konstrukcja tamy grawitacyjna), która przegradza dolinę o podobnym profilu, ale wymagała około cztery razy więcej betonu. Zapora wraz z istniejącą przy niej elektrownią budowane były w latach 1980–1985. Koszty budowy wyniosły 775 milionów dolarów (wg cen z 1984 r.).

## Charakterystyka
Zapora żelbetowa, łukowa, o podwójnej krzywiźnie. Przy projektowaniu jej poszczególnych elementów zastosowano metodę elementów skończonych. Do jej budowy zużyto ponad półtora miliona metrów sześciennych betonu. Ma wysokość 226 m, długość korony 282 m i szerokość u podstawy 48 m. Szerokość korony, leżącej na wysokości 301 m n.p.m., wynosi 7 metrów, co było wystarczające do poprowadzenia po niej małej drogi serwisowej.
131 m poniżej korony (170 m n.p.m.) znajdują się trzy kanały wylotowe o przekroju 14,5m2 każdy, odprowadzające wodę, która przeszła przez turbiny maszynowni. Tuż pod koroną zapory, na wysokości 295 m n.p.m. znajdują się 4 upusty przelewowe w postaci prostokątnych otworów o szerokości 14 i wysokości blisko 6 m każdy, które są wykorzystywane, gdy woda osiągnie ten poziom (zwykle gdy przepływ przez zaporę nie jest obsługiwany przez elektrownię). Dodatkowy przelew o średnicy 12 m, z wejściem na wysokości 251 m n.p.m., wykonano w skale, stanowiącej lewą podporę tamy. W chwili oddania do użytku zapora była piątą najwyższą tamą w obu Amerykach i 16 najwyższą na świecie, a także najwyższą zaporą łukową na półkuli zachodniej i szóstą najwyższą na świecie.
Wraz z zaporą wybudowana została hydroelektrownia. Podziemna hala o długości 110 m, szerokości 30 m i wysokości 49 m została przewidziana na 8 zespołów turbogeneratorowych o mocy 75-100 MW każdy. Aktualnie elektrownia posiada 4 turbiny Francisa, napędzające 4 generatory o mocy 75 MW każdy. Dostarczana moc 300 MW przez szereg kolejnych lat od daty uruchomienia elektrowni zapewniała pokrycie 100% zapotrzebowania kraju.